# 海田警察署
海田警察署（かいたけいさつしょ）は、広島県警察が管轄する警察署の一つである。

## 所在地
- 広島県安芸郡海田町つくも町1番45号

## 管轄区域
- 広島県広島市安芸区
- 広島県安芸郡海田町
- 広島県安芸郡熊野町
- 広島県安芸郡坂町

## 沿革
- 1875年3月 安芸郡船越村に第3船越邏卒出張所が設置される。
- 1876年2月 第3大区警察出張所に改称。
- 1876年4月15日 安芸郡海田市町へ移転し、第2区1番屯所に改称。
- 1877年2月 広島警察署海田市分署に改称。
- 1886年11月 呉警察署海田市分署に改称。
- 1893年12月 海田市警察署に改称。
- 1948年1月 安芸地区警察署に改称。
- 1954年7月 海田市警察署に改称。
- 1957年1月 海田警察署に改称。
- 1981年4月 広島市東区の一部（1974年11月1日に編入合併された旧安芸郡安芸町の区域）を広島東警察署へ移管。
- 1987年9月1日 安芸郡府中町を広島東警察署へ移管。

## 交番
（）の中は所在地。
- 船越交番（広島市安芸区船越南一丁目）
  - 広島市安芸区のうち船越一丁目 - 六丁目、船越南一丁目 - 五丁目
- 矢野交番（広島市安芸区矢野西四丁目）
  - 広島市安芸区のうち矢野新町一丁目・二丁目、矢野町、矢野西一丁目 - 七丁目、矢野東一丁目 - 七丁目、矢野南一丁目 - 五丁目
  - 安芸郡海田町のうち西明神町
- 中野交番（広島市安芸区中野二丁目）
  - 広島市安芸区のうち中野一丁目 - 三丁目、中野町、中野東一丁目 - 三丁目、中野東町、畑賀一丁目 - 三丁目、畑賀町
- 中野東駅前交番（広島市安芸区中野五丁目）
  - 広島市安芸区のうち中野四丁目 - 七丁目、中野東四丁目 - 七丁目
- 瀬野交番（広島市安芸区瀬野一丁目）
  - 広島市安芸区のうち上瀬野一丁目・二丁目、上瀬野町、上瀬野南一丁目・二丁目、瀬野一丁目 - 五丁目、瀬野町、瀬野西一丁目 - 六丁目、瀬野南一丁目、瀬野南町
- 海田市駅前交番（安芸郡海田町新町）
  - 安芸郡海田町のうち曙町、稲荷町、上市、窪町、寿町、栄町、昭和中町、昭和町、新町、大正町、月見町、つくも町、中店、東海田（一部）、東昭和町、日の出町、堀川町、南幸町、南昭和町、南大正町、南つくも町、南堀川町、南本町、南明神町、明神町
- 寺迫交番（安芸郡海田町寺迫一丁目）
  - 安芸郡海田町のうち石原、稲葉、畝一丁目・二丁目、大立町、蟹原一丁目・二丁目、国信一丁目・二丁目、幸町、砂走、曽田、寺迫一丁目・二丁目、成本、西浜、浜角、東一丁目・二丁目、東海田（一部）、三迫一丁目 - 三丁目
- 熊野交番（安芸郡熊野町柿迫）
  - 広島市安芸区のうち阿戸町
  - 安芸郡熊野町
- 坂交番（安芸郡坂町横浜中央一丁目）
  - 安芸郡坂町